# Los Algarrobos
Los Algarrobos – miasto w Panamie, w prowincji Chiriquí.